# 1995年モナコグランプリ
1995年モナコグランプリ（LIII Grand Prix de Monaco）は、1995年のF1世界選手権第5戦として5月28日にモンテカルロ市街地コースで開催された。レースは78周で争われ、2番手スタートのベネトン、ミハエル・シューマッハが優勝した。ポールポジションからスタートしたウィリアムズのデイモン・ヒルは23周をリードし、2位でフィニッシュした。フェラーリのゲルハルト・ベルガーが3位に入り、4位はジョニー・ハーバート、5位がマーク・ブランデル、6位がハインツ＝ハラルド・フレンツェンであった。シューマッハはシーズン3勝目を挙げ、ヒルに対して5ポイントまで差を広げた。この勝利はルノーにとって初のモナコにおける勝利であった。
シューマッハはヒルに30秒以上差を付けて余裕で勝利した。ヒルは予選においていずれのラップもシューマッハより1秒以上速かったが、決勝でスピードのアドバンテージは消え失せ、シューマッハは重い燃料を積んで1ストップ戦略を採ったにもかかわらず、2ストップ戦略のウィリアムズに序盤から近接することが可能であった。ヒルが最初のピットストップを行うと、シューマッハが首位に立ち、そのままヒルを従えてフィニッシュした。ヒルはまた、1ストップ戦略のフェラーリのジャン・アレジにも後れを取ったものの、アレジは42ラップ目にスピンしたリジェのマーティン・ブランドルを避けようとしてスピン、リタイアした。ヒルのチームメイト、デビッド・クルサードは序盤3位を走行したものの、ギアボックスのトラブルでリタイアした。26台中16台がリタイアし、その中にはシムテックの2台も含まれていたが、チームは資金を使い果たしカナダグランプリの前に撤退することとなる。また、このレースは1ラップ目の第1コーナーで生じたアクシデントでも記憶される。クルサード、アレジ、ベルガーが巻き込まれ、コースがブロックされたため再スタートが行われた。

## レース概要

### 背景
前戦までにベネトンのミハエル・シューマッハは24ポイントを獲得し、ウィリアムズのデイモン・ヒルに1ポイント差でタイトル争いの首位に立っていた。フェラーリの2名のドライバー、ジャン・アレジとゲルハルト・ベルガーはそれぞれ14ポイントで3位、13ポイントで4位に付けていた。ウィリアムズのデビッド・クルサード、ベネトンのジョニー・ハーバートはそれぞれ9ポイントを獲得し、コンストラクターズの争いでは、前記のドライバーが所属する3チームにポイントが分けられ、フェラーリが27ポイント、ウィリアムズが26ポイント、ベネトンが23ポイントという状態であった。シーズンが始まると、シューマッハは前戦のスペイングランプリも支配したが、ドライバーズタイトルもコンストラクターズも各チームに可能性が開かれ、強力な存在はいなかった。

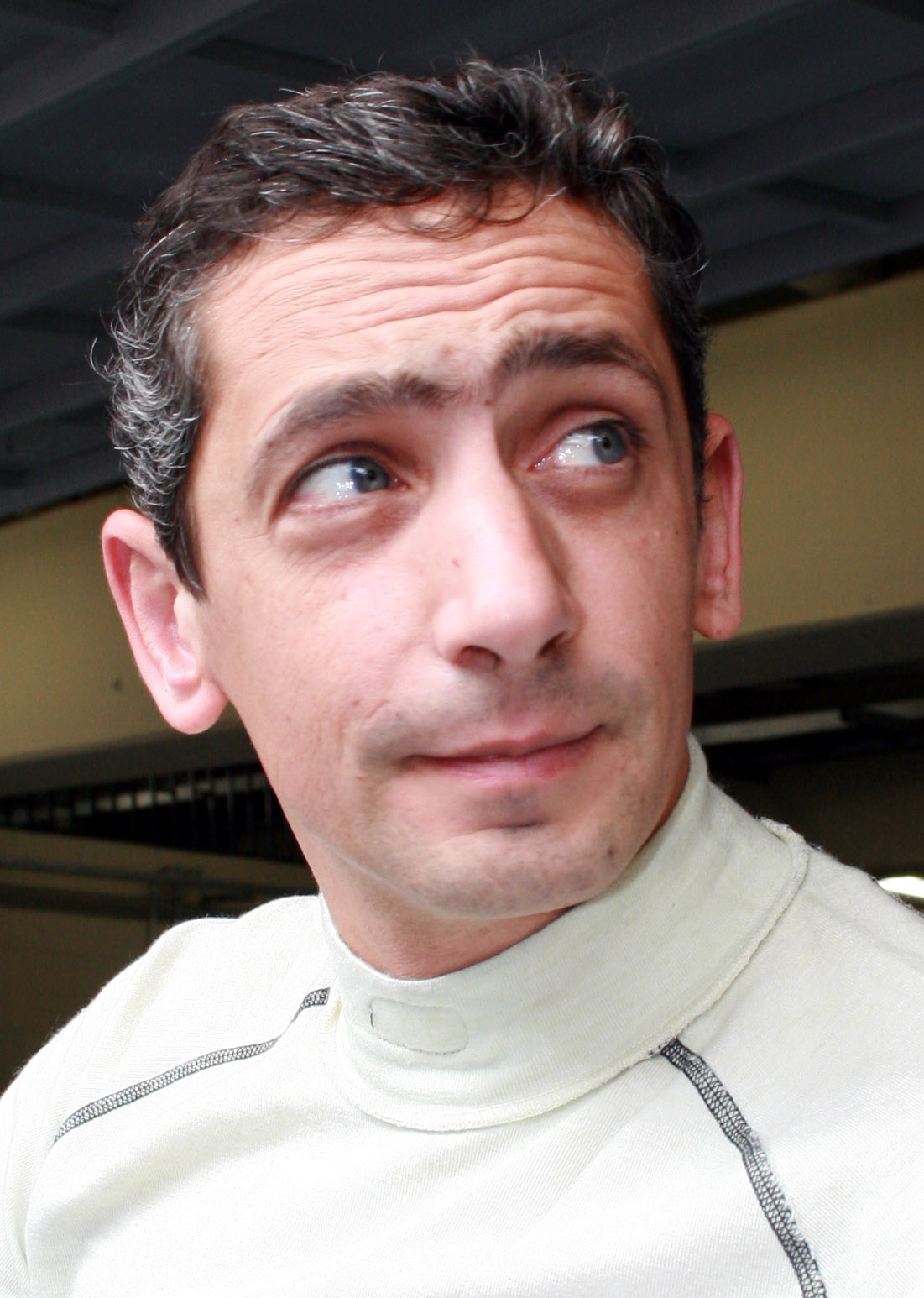
ジャン＝クリストフ・ブイヨン（写真は2007年）がカール・ヴェンドリンガーに代わってザウバーからF1デビューを果たした。

レース前に2名のドライバーの変更があった。マクラーレンのナイジェル・マンセルがテストドライバーのマーク・ブランデルと交代し、ザウバーのカール・ヴェンドリンガーもウィリアムズのテストドライバーで国際F3000のチャンピオンであるジャン＝クリストフ・ブイヨンと交代した。マンセルのチーム離脱はレース前の主要な話題であり、1992年のワールドチャンピオンは2戦に出場しただけでチームとの関係が悪化していた。マンセルは1994年にアイルトン・セナが事故死した後、その代役としてウィリアムズから復帰したが、チームは1995年シーズンはクルサードを起用したため、代わりにマクラーレンと契約したのであった。彼が初めてMP4/10をテストした際、そのハンドリングは不調で、それ以上に深刻な問題はコクピットが狭くて体を収められなかったことであった。チームが体に合ったモノコックを作成するまで、マンセルは開幕2戦を欠場せざるを得なかった。新型モノコックが完成し、サンマリノとスペインに出場したが、チームメイトのミカ・ハッキネンのペースに合わせるのに苦戦し、スペインではハンドリングに問題が生じリタイアとなった。マンセルとロン・デニスは契約の解消に同意し、ブランデルが再び出場することとなった。ブランデルの契約はレース毎のものであった。マンセルのチーム離脱は、彼のF1キャリアの終了を意味した。モナコでは彼の存在は大きなものであったが、公式チケットや広告材にはマクラーレンのマンセルのイメージが使われていた。
ヴェンドリンガーは前年のモナコグランプリで大きくクラッシュし、頭部に外傷を負い回復するのにシーズンの残りを要した。今シーズン始めにザウバーに加わるため、彼は事故以前のフォームに合わせるよう苦闘した。初めの4戦ではチームメイトのハインツ＝ハラルド・フレンツェンよりも1周当たり数秒遅かった。ザウバーはヴェンドリンガーを解雇しておらず、彼がパフォーマンスを向上させる目的でまだチームのためにテストを行うだろうという声明をリリースした。ブイヨンはフランク・ウィリアムズによってザウバーに貸し出され、F1デビューすることとなった。ウィリアムズは自らのチームでフレンツェンを将来起用したいという希望を持ち、その可能性を評価するためブイヨンを実戦で走らせたがった。フレンツェンは2年目のシーズンであったが、ザウバーはヴェンドリンガーの事故以降撤退していたため、彼にとっては初のモナコであった。
また、シムテックの財務状態も主要な話題であった。レース週末前の木曜日にチーム代表のニック・ワースは記者会見を行い、さまざまなスポンサーによって約束された資金を受領しない限り、チームの機材一式が差し押さえられる危機に直面していることを認めた。ワースは活動継続のために必要な予算が数百万ドル不足していることを認め、その一部は「中断した取引」の犠牲になった物であった。彼はまた、すべてのシムテックへの財政的支援者とレース週末に会談し、増資を要求することを誓った。そして、救済パッケージの交渉が成立しなければ、「遠方に飛ぶ」ことになる高価なカナダグランプリへの参戦を取りやめるとした。チームは既にモナコのレースミーティングで、使用するギアボックスを3個まで減らしていた。
低い平均スピードと多くの低速コーナー、公道表面の低グリップといった条件が組み合わさったモンテカルロ市街地コースに合わせて、ほとんどのチームは車のダウンフォースとメカニカルグリップを最大にするセッティングを行った。フェラーリは412T2に改良したリヤウィングとディフューザーを装着し、車体後部により多くのダウンフォースを生じさせるウィングレットを取り付けた。チームはまた2つの新しいサスペンション構成を用意し、1つはアレジ車に、もう一つはベルガーのスペアカーに装備した。伝統的なモナコのレースに、フェラーリは追加のスペアカーを準備し、チームが持ち込んだシャシーは合計4台であった。ザウバーは新型のフロントやリアウィング、改良されたディフューザーを準備し、加えてC14の車重を軽くした。ベネトン、フットワーク、ティレルもそれぞれ車体後部に追加のフラップやウィングを装備し、ティレルは特に「ハイドロリンク」サスペンションを初めて023に取り付けた。フォルティのペドロ・ディニスは軽量化された新型シャシーを与えられ、FG01は以前の物より4キログラム (8.8 lb)軽くなった。ミナルディは新型エキゾーストを装着したM195をデビューさせ、よりパワーアップしたフォードエンジンを搭載した。

### プラクティスおよび予選
レース前に2度のプラクティスセッションがあり、1回目は金曜日の現地時間9:30～11:15、2回目は土曜日の同じ時間に行われた。各ドライバーは1日当たり23ラップのフリープラクティスを行った。予選は2度の1時間のセッションで、1回目は金曜13:00～14:00、2回目は土曜日の同じ時間に行われた。2回のセッションで記録した最速タイムでグリッドが決定する。各ドライバーはそれぞれの予選セッションで12ラップを走行した。
アレジは木曜日のフリープラクティス、明るくて日当たりのよい天候の中で1番手タイムを設定し、1:25.457を記録した。シューマッハとヒルは2番手、3番手となり、彼らのチームメイトは改良された2台のマクラーレン、ハッキネンとブランデルによって分けられた。ベルガーはアレジよりも2秒以上遅く、9番手タイムだった。シューマッハーはハンドリングに不満を抱いていた。そして、B195の後部は予選前に予防的チェックのために分解された。更に後方では、フレンツェンのザウバーがセッションの間にエンジンカバーを取り外した後、18番手のタイムを記録した。ブイヨンはヌーベルシケインでクラッシュし、前年のヴェンドリンガーの事故を思い起こさせたが、幸いなことに彼は無傷だった。シムテックのギアボックス不足も明らかだった。ヨス・フェルスタッペンのユニットは5ラップを周回しただけで問題が生じた。しかしながら、ドメニコ・スキャッタレーラは14番手のタイムを記録し、チームの励みとなった。
木曜日の予選は似たような天候の中行われたが、セッションの終わり近くに雨が降り中断された。アレジがフリープラクティスからの好調を維持し、1:23.754の暫定ポールポジションを記録した周回ではサーキットに沿って並んでいるクラッシュバリアに接触すらした。また、ベルガーも印象的であった。彼は自身の最速タイムを出した周回でアレジが邪魔したと不平を言っていたが、カジノスクエアではパワースライドを披露し、観客を喜ばせていた。フェラーリの結果はある種の驚きを持って受け取られた。41T2のV12エンジンはモナコのようなタイトなサーキットでは不利であると考えられたが、ライバルよりも少ないトルクは理想的に働いた。アレジはセッションの結果が、彼とベルガーが車につぎ込んだ最大の努力によるものだと考えていると語った。フェラーリの2台はシューマッハに割って入られた。シューマッハはにわか雨のためコース状況が遅くなってきたので12ラップの割り当てを完了できず、自身の可能性を成し遂げるのを妨げられたと感じた。チームメイトのハーバートは暫定6位となった。ウィリアムズドライバーのうち、ヒルは暫定4位となった。クルサードはまだコースを学んでいることを認め、アレジのベストタイムよりも2.8秒遅い11番手であった。ハッキネンのマクラーレンは暫定5位であったが、シーズンの中で黄旗を無視したことで10,000ドルの罰金を科されていた。ブランデルはセッション終了直前にタイヤバリアに衝突し、暫定8位であった。
フレンツェンも印象深い走りを披露した。フライングラップで雨に遭遇、ヌーベルシケインから避難しなければならなかったにもかかわらず、自身最初のモナコ戦で7番目に速いタイムをたたき出した。ブイヨンは朝のアクシデントの後、暫定21位を取るため着実にドライブした。そして、C14シャシーのひどいグリップ不足について不満を漏らした。もう一人のモナコルーキー、エディ・アーバインは経験豊富なチームメイト、ルーベンス・バリチェロに歩調を合わせ、それぞれ9番手、13番手のタイムを記録した。彼らの間には、クルサードと、リジェの二人、マーティン・ブランドルとオリビエ・パニスが入った。ブランドルは雨のためラ・ラスカスでクラッシュ、リアウィングが外れることとなった。ジャンニ・モルビデリは14番手となったが、彼も急な天候の変化によりクラッシュした一人だった。チームメイトの井上隆智穂は24番手となった。ミナルディのルカ・バドエルとピエルルイジ・マルティニは暫定8列目になった。その後にはティレルの二人、ミカ・サロと片山右京が続いたが、両名ともハイドロリンクサスペンションの期待される効果にもかかわらず、バンプやアンダーステアのハンドリングに不平を述べていた。
シムテックの2人はフェルスタッペンのシャシーのギアボックスが不調だったため、スキャッタレーラのシャシーを分け合って使用し、フェルスタッペンが19番手、スキャッタレーラが20番手のタイムを出した。スキャッタレーラはラ・ラスカスでスピンし、その場から立ち去るためにコーナーの先でスピンターンを試みたが、フォルティのロベルト・モレノが現場に近づき危うくクラッシュしそうになった。彼は「非常に危険な状況を生み出した」ことで20,000ドルの罰金（3戦猶予）が科せられた。次にフェルスタッペンが交代してドライブしたが、クラッシュした。シムテックは2人のドライバーで合計9ラップしか走行できなかった。ブイヨンの後にアンドレア・モンテルミーニが続き、22番手タイムを出した。その後にはモレノが続いたが、ディニスのギアボックスが不調を来したため、車を共有しなければならなかった。ディニスはチームメイトよりも4秒以上遅く、暫定25位となった。暫定の最下位となったのはパシフィックのベルトラン・ガショー。ブレーキディスクが不調のため、左後輪にトラブルを生じ、サーキットで車を乗り捨てざるを得なくなる原因となった。

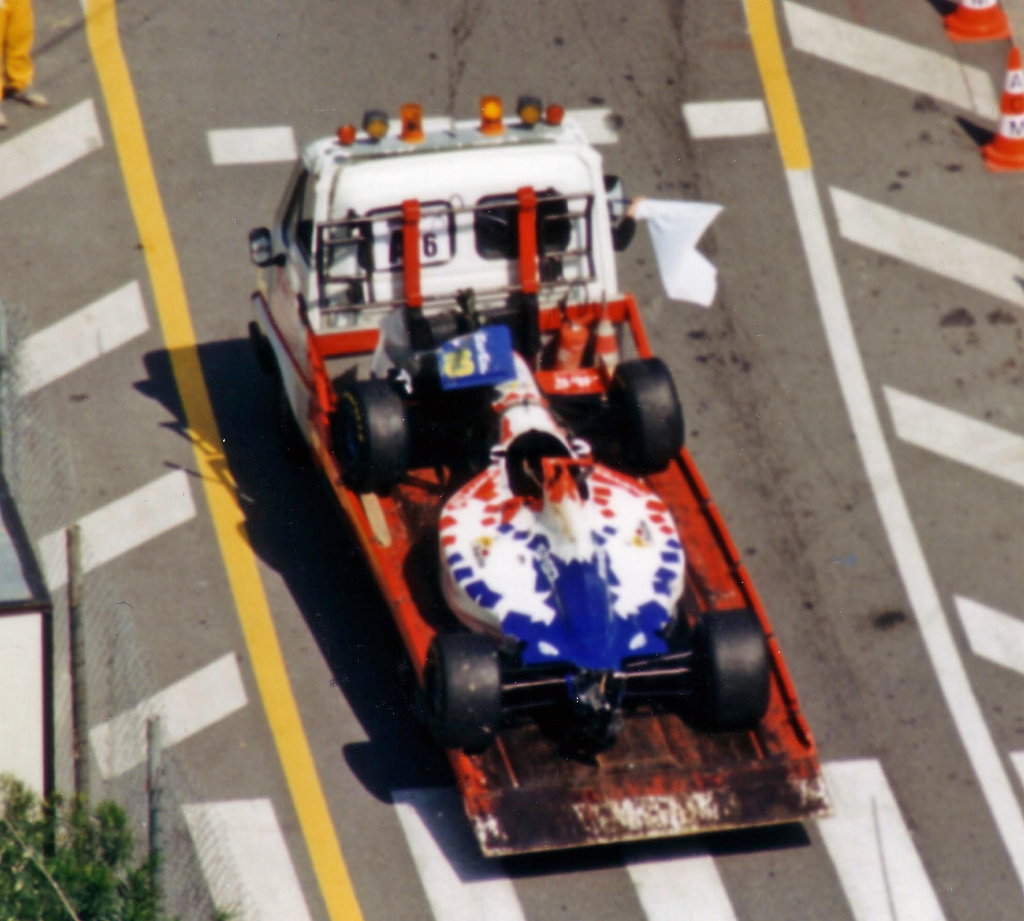
トランスポーターでピットに運ばれる井上隆智穂のフットワーク。土曜朝のプラクティスでセーフティーカーと衝突した。

金曜日のオフにはモナコ独特のイベントが開催され、ドライバーは土曜日、明るく暖かい状況の中で戦いに復帰した。ヒルが1:23.468と言うタイムで先行したが、これはここまで週末のファステストラップであった。彼はアレジよりも0.8秒早く、その後にはクルサード、ハッキネン、ベルガー、パニスが順に続いた。シューマッハーはカジノスクエアを出てフレンツェンと衝突しサスペンションに損傷を負う。このため11ラップの周回に制限され、7番手に戻ってしまう。フレンツェンはコントロールを失って大きくクラッシュ、彼のザウバーのモノコックには穴が開いてしまった。ブランデルもラ・ラスカスでクラッシュしたが、そのダメージは容易に修理できた。
メインのドラマはプラクティスセッション終了後に起こった。井上隆智穂がスピン、エンジンストールする。車両が牽引されてピットに戻る途中、ラリードライバーのジャン・ラニョッティの運転するセーフティカー、ルノー・クリオが衝突する。FA16は横転し、車体後部とエンジン、ギアボックスに損傷を負った。井上はヘルメットを被りシートベルトを外したままコクピットに座っていたが、特に怪我は負わなかった。しかしプリンセス・グレース病院に運ばれ頭部スキャンを受けた結果、午後のセッションへの参加は許されなかった。フットワークの代表ジャッキー・オリバーはこの事件に激怒し、イベント運営主体のモナコ自動車クラブに対して公式書簡を送った。彼は、井上がヘルメットをしていなければ死亡していたとし、モナコ自動車クラブとラニョッテイの態度に関して質問した。「なぜラニョッテイが向こうにいたのか。それは規律が欠如している。私は彼が以前ロウズヘアピンでブレーキターンを使いながら1時間あたり100万マイルで数回のラップを達成したことがあったのを理解している。彼の目的は何だったのだ。オフィシャルにスリルを与えることだったのか？」スチュワードはこのミスが井上の責任ではなく、予選のためにスペアカーを使用するのを暗に認めたが、これはセッションにおける彼の不参加によって無意味となった。
午後の最終予選セッションは午前の走行と同様の良い天気の下行われた。リジェの両名が最初の最速タイムを出し、次に主要ドライバーが最初の走行を完了した。シューマッハはセッション20分頃に1:23.139の暫定ポールタイムを記録する。そしてベルガーは0.5秒縮め3位に浮上した。5分後、ヒルが1:23.294までベンチマークを下げた。シューマッハは8分後に1:22.742でこれに応じた。その後ヒルが1:22.115でポールポジションを獲得した。シューマッハは最終走行でタイムを更新できず、ヒルはその後ポールタイムを1:21.952まで短縮した。ヒルのFW17は優位なパフォーマンスを発揮し、3つのセクタータイムそれぞれでシューマッハのベストよりも速かった。ヒルは自身のパフォーマンスに満足していたが、シューマッハのベネトンは制御するのが難しく、ヒルとの0.8秒の差は朝のセッションにおけるフレンツェンとの接触が影響したと批難した。

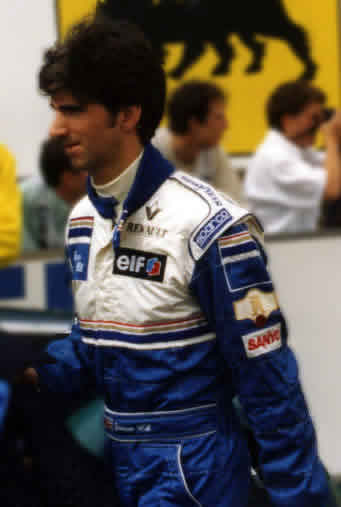
デイモン・ヒルは2位のミハエル・シューマッハに0.8秒の差を付けてポールポジションを獲得した。

トップ2の後では、ポールポジション獲得を目指したフェラーリの挑戦が最終セッションで色あせた。アレジ車はセッションの最初のラップの後水圧を失ってゆっくりと止まった。そのため、予選アタックのため残りの周回はベルガーのシャシーを共有することとなった。このためベルガーは計画していたプログラムをいそいで消化しなければならなくなり、4周の予定を3周としてからアレジに明け渡した。ベルガー車をアレジの好む状態にセットアップするため、車のペダルまで手直しするといった広範囲な調整が要求され、アレジはセッション残り僅か2分38秒までピットに留められることとなった。アレジにはちょうどフライングラップ1周分の時間が残されていたが、それはアーバインのジョーダンが残り1分でタバックにおいてクラッシュしたことで台無しとなった。その結果、アレジは木曜日のタイムを更新することができず、ベルガーの0.5秒遅れ、5番手となった。フェラーリの問題はクルサードがサーキットに慣れ、1:23.109で3位に浮上することを許した。ハッキネンはセッションの終わりにアーバインのクラッシュによってアタックが妨げられたドライバーの1人であった。ハッキネンはハーバートの前の6番手となり、シューマッハの1秒遅れと言うことで満足していた。2台目のマクラーレン、ブランデルはサン・デボーテでブレーキングをミスし、エスケープロードを上ったにもかかわらずトップ10に入った。ブランドルは8位、アーバインはクラッシュしたにもかかわらず9位となり、イギリス人ドライバー6名の全員がトップ10入りしたこととなった。
バリチェロは1995年シーズン、これまでのところ全イベントでチームメイトのアーバインに後れを取り、11番手となった。その後には渋滞に不満を言ったパニスとモルビデリが続いた。フレンツェンはアレジと同じく、自身の車がクラッシュしたためチームメイトの車を使って予選を走行したが、ブイヨンもマスネでクラッシュしたためザウバーの計画は中断された。その結果フレンツェンはタイムを更新できずに14位に落ち、一方のブイヨンはクラッシュするまでに3秒縮めて19位に浮上した。フレンツェンとブイヨンの間にはティレルとミナルディが入り、片山、バドエル、サロ、マルティニの順となった。グリッドの後方では、スキャッタレーラが初めてチームメイトのフェルスタッペンの前、20位に入った。フェルスタッペンは再度のクラッシュとギアボックスの不調で木曜のタイムを更新できず、23位となった。パシフィックのガショーは21位に入ったが、チームメイトのモンテルミーニはギアボックスの不調に苦しみ25位となった。フォルティはモレノ車がミスファイアを起こしたため、木曜日と同様に2人で1台の車を分け合い、ディニスが22位、モレノは24位となった。グリッドは9.5秒の間に25台が入り、その後に2日目を休んだ井上が入って決定した。

### 決勝
日曜日の朝、レース前のウォーミングアップセッションは現地時間の09:30から30分間行われた。コンディションはドライであった。アレジが1:24.356のトップタイムでチームメイトのベルガーをリードし、フェラーリの両名はレース用シャシーとスペアカーの両方を試した。シューマッハは3番手で、ハッキネン、ハーバート、ヒルが続いた。ヒルは低速コーナーでのアンダーステアの改善に関して懸念を抱いていた。クルサードは11番手タイムを出した。ウィリアムズはレースカーのペースについて心配し、ピット戦略を1ストップから2ストップへ変更、燃料を軽くすることでハンドリングを改善しジャンプアップすることを狙った。一方ザウバーのメカニックはフレンツェンのために新しいスペアカーを組み上げ、損傷を負ったブイヨン車を修理した。ジョーダンのメカニックもアーバイン車を同様に修理したが、バリチェロ車はホイールリムの損傷に苦しんだ。井上はスペアカーでのタイムで決勝に進出した。
モナコグランプリは伝統的に比較的遅い時間に始まっており、15:30というスタート時間のためレーニエ大公と家族は昼食の後にロイヤルボックスから観戦するのが可能であった。決勝は日当たり良く暖かいコンディションで行われ、気温は23 °C (73 °F)、観客は合計約4万8000人が集まった。ピットからスターティンググリッドまでのウォームアップランで、フレンツェンのザウバーからオイル漏れが発見されたため、スタートに間に合うようにスペアカーに乗り換えた。
グリーンシグナルが点灯するとヒルとシューマッハが猛烈な勢いでスタートしサン・デボーテに突入したが、彼らの後方ではクルサードとフェラーリの2台による多重衝突が発生、赤旗が掲示された。クルサードはラインから僅かに遅く、第1コーナーのアウト側からベルガーにアタックされ、イン側からはアレジが同様にアタックした。サン・デボーテの入口はコースが狭くなっており、3台が並んで通過するスペースはなかった。アレジはクルサード車の右後部に接触し、それによって方向が変わったクルサードはベルガーに突っ込んでいった。クルサードは宙に舞い180度回転、サスペンションを破損してコーナーの角で止まった。一方損傷した2台のフェラーリは更に接触して同じポイントで止まった。残りのドライバーはブランドルが先導し、停止している車の間を縫うようにして通り抜けた。しかしアーバインはフロントウィングを損傷し、ブイヨンはディフューザーを損傷した。そして片山、サロ、モルビデリ、井上、スキャッタレーラはやむを得ず停止した。コースは完全に塞がれ、レースは中断、直ちに再スタートの準備が行われた。
クルサードやベルガー、アレジの車は応急修理の範囲を超えて損傷した。3名ともやむを得ずスペアカーに乗り換えることとなった。これはフェラーリが慣習としてモナコGPに各ドライバー用の追加のスペアカーを持ち込むことの正当性の証明となった。しかしながら、ベルガーのスペアカーには馬力の劣る初期型スペックのエンジンが搭載されていた。また、クルサードのスペアカーもスロットルが再スタートまでに急いで整備されたが完全には調整されなかった。アーバインのジョーダンとブイヨンのザウバーは修理が間に合い、その他のドライバーはサロとスキャッタレーラ以外はそのまま再スタートとなった。サロのヤマハエンジンはオーバーヒートを起こしスペアカーでピットスタートとなった。スキャッタレーラの車はマーシャルが移動させようとした際に損傷した。予算不足のためシムテックにはスペアカーがなく、スキャッタレーラは決勝に参加できなかった。チームは両者とも決勝を周回できなかった。フェルスタッペンの車はギアボックスの不調が続き、二度目のフォーメーションラップに参加できずにピットに入った時点でシムテックのレースは終了した。
再スタートでヒルとシューマッハは再びその順位をキープし、一方クルサードはサン・デボーテまで慎重なフェラーリ2台をリードした。アレジはベルガーの前に出ていた。この間大きなアクシデントは発生しなかったが、片山がモルビデリと接触、フロントウィングを僅かに損傷した。1ラップ目を終えて、ヒルがシューマッハに0.5秒差を付けてリードした。その後にはクルサード、アレジ、ベルガー、ハーバート、ハッキネン、アーバイン、ブランドル、バリチェロ、ブランデル、パニス、フレンツェン、バドエル、モルビデリ、片山、マルティニ、ブイヨン、ガショー、モレノ、モンテルミーニ、サロ、ディニス、井上の順で続いた。10ラップ目までにヒルはシューマッハにおよそ2秒の差を付け、そこから8秒差でクルサードが続いた。この時点までに2台がリタイアしていた。ハッキネンのメルセデスエンジンは9ラップ目に燃料ポンプの問題で停止し、モレノはサン・デボーテでスピン、その後ブレーキフルード漏れのためリタイアした。モルビデリはタイヤウォーマーの締め付けロープが後輪に絡まり、深刻なタイヤの振動が生じ予定外のピットストップを行った。このためフットワークは最下位にまで沈んだ。
このグランプリはフライングスタートをセンサーでモニターする3度目のレースであった。そして、この時点で6名のドライバー（バリチェロ、ブランドル、モンテルミーニ、フレンツェン、モルビデリ、パニス）がスタートの違反をチェックされていた。モンテルミーニを除く全員がペナルティのためピットインし、ペナルティエリアで行列を作らなければならなかったが、モンテルミーニはペナルティ提示後3ラップ以内にピットインするのに失敗し、レースを失格となり、ペナルティ掲示前の17位という結果となった。ペナルティを受けたドライバーは順位を下げてレースに復帰、16ラップを終えた時点での順位はヒル、シューマッハ、クルサード、アレジ、ベルガー、ハーバート、アーバイン、ブランドル、バドエル、片山、ブランドル、マルティニ、バリチェロ、パニス、フレンツェン、ブイヨン、サロ、モンテルミーニ（ペナルティ掲示前）、ガショー、井上、ディニス、モルビデリの順であった。

### レース後
井上とセーフティーカーの事故は1ヶ月後の世界モータースポーツ評議会で協議された。モナコ自動車クラブは事故による罰則は与えられず、直接チームとの損害賠償を交渉した。

## 結果

### 予選
| 順位                                                       | No | ドライバー                       | コンストラクター        | Q1        | Q2       | 差     |
| ---------------------------------------------------------- | -- | -------------------------------- | ----------------------- | --------- | -------- | ------ |
| 1                                                          | 5  | デイモン・ヒル                   | ウィリアムズ-ルノー     | 1:24.659  | 1:21.952 |        |
| 2                                                          | 1  | ミハエル・シューマッハ           | ベネトン-ルノー         | 1:24.146  | 1:22.742 | +0.790 |
| 3                                                          | 6  | デビッド・クルサード             | ウィリアムズ-ルノー     | 1:26.556  | 1:23.109 | +1.157 |
| 4                                                          | 28 | ゲルハルト・ベルガー             | フェラーリ              | 1:24.509  | 1:23.220 | +1.268 |
| 5                                                          | 27 | ジャン・アレジ                   | フェラーリ              | 1:23.754  | 1:24.023 | +1.802 |
| 6                                                          | 8  | ミカ・ハッキネン                 | マクラーレン-メルセデス | 1:24.831  | 1:23.857 | +1.905 |
| 7                                                          | 2  | ジョニー・ハーバート             | ベネトン-ルノー         | 1:25.623  | 1:23.885 | +1.933 |
| 8                                                          | 25 | マーティン・ブランドル           | リジェ-無限ホンダ       | 1:26.457  | 1:24.447 | +2.495 |
| 9                                                          | 15 | エディ・アーバイン               | ジョーダン-プジョー     | 1:26.447  | 1:24.857 | +2.905 |
| 10                                                         | 7  | マーク・ブランデル               | マクラーレン-メルセデス | 1:26.017  | 1:24.933 | +2.981 |
| 11                                                         | 14 | ルーベンス・バリチェロ           | ジョーダン-プジョー     | 1:26.787  | 1:25.081 | +3.129 |
| 12                                                         | 26 | オリビエ・パニス                 | リジェ-無限ホンダ       | 1:26.579  | 1:25.125 | +3.173 |
| 13                                                         | 9  | ジャンニ・モルビデリ             | フットワーク-ハート     | 1:26.828  | 1:25.447 | +3.495 |
| 14                                                         | 30 | ハインツ＝ハラルド・フレンツェン | ザウバー-フォード       | 1:25.661  | no time  | +3.709 |
| 15                                                         | 3  | 片山右京                         | ティレル-ヤマハ         | 1:28.439  | 1:25.808 | +3.856 |
| 16                                                         | 24 | ルカ・バドエル                   | ミナルディ-フォード     | 1:27.615  | 1:25.969 | +4.017 |
| 17                                                         | 4  | ミカ・サロ                       | ティレル-ヤマハ         | 1:28.123  | 1:26.473 | +4.521 |
| 18                                                         | 23 | ピエルルイジ・マルティニ         | ミナルディ-フォード     | 1:27.714  | 1:26.913 | +4.961 |
| 19                                                         | 29 | ジャン＝クリストフ・ブイヨン     | ザウバー-フォード       | 1:30.014  | 1:27.145 | +5.193 |
| 20                                                         | 11 | ドメニコ・スキャッタレーラ       | シムテック-フォード     | 1:29.439  | 1:28.337 | +6.385 |
| 21                                                         | 16 | ベルトラン・ガショー             | パシフィック-フォード   | 13:33.570 | 1:29.039 | +7.087 |
| 22                                                         | 21 | ペドロ・ディニス                 | フォルティ-フォード     | 1:34.963  | 1:29.244 | +7.292 |
| 23                                                         | 12 | ヨス・フェルスタッペン           | シムテック-フォード     | 1:29.391  | 1:30.015 | +7.439 |
| 24                                                         | 22 | ロベルト・モレノ                 | フォルティ-フォード     | 1:30.461  | 1:29.608 | +7.656 |
| 25                                                         | 17 | アンドレア・モンテルミーニ       | パシフィック-フォード   | 1:30.149  | no time  | +8.197 |
| 26                                                         | 10 | 井上隆智穂                       | フットワーク-ハート     | 1:31.542  | no time  | +9.590 |
| Source:太字は2つの内速いタイム。これでグリッドが決定した。 |    |                                  |                         |           |          |        |

### 決勝
| 順位     | No | ドライバー                       | コンストラクター        | 周回 | タイム         | グリッド | ポイント |
| -------- | -- | -------------------------------- | ----------------------- | ---- | -------------- | -------- | -------- |
| 1        | 1  | ミハエル・シューマッハ           | ベネトン-ルノー         | 78   | 1:53:11.258    | 2        | 10       |
| 2        | 5  | デイモン・ヒル                   | ウィリアムズ-ルノー     | 78   | +34.817        | 1        | 6        |
| 3        | 28 | ゲルハルト・ベルガー             | フェラーリ              | 78   | +1:11.447      | 4        | 4        |
| 4        | 2  | ジョニー・ハーバート             | ベネトン-ルノー         | 77   | +1 Lap         | 7        | 3        |
| 5        | 7  | マーク・ブランデル               | マクラーレン-メルセデス | 77   | +1 Lap         | 10       | 2        |
| 6        | 30 | ハインツ＝ハラルド・フレンツェン | ザウバー-フォード       | 76   | +2 Laps        | 14       | 1        |
| 7        | 23 | ピエルルイジ・マルティニ         | ミナルディ-フォード     | 76   | +2 Laps        | 18       |          |
| 8        | 29 | ジャン＝クリストフ・ブイヨン     | ザウバー-フォード       | 74   | スピン         | 19       |          |
| 9        | 9  | ジャンニ・モルビデリ             | フットワーク-ハート     | 74   | +4 Laps        | 13       |          |
| 10       | 21 | ペドロ・ディニス                 | フォルティ-フォード     | 72   | +6 Laps        | 22       |          |
| リタイア | 24 | ルカ・バドエル                   | ミナルディ-フォード     | 68   | サスペンション | 16       |          |
| リタイア | 26 | オリビエ・パニス                 | リジェ-無限ホンダ       | 65   | スピン         | 12       |          |
| リタイア | 4  | ミカ・サロ                       | ティレル-ヤマハ         | 63   | ギアボックス   | 17       |          |
| リタイア | 14 | ルーベンス・バリチェロ           | ジョーダン-プジョー     | 60   | スロットル     | 11       |          |
| リタイア | 16 | ベルトラン・ガショー             | パシフィック-フォード   | 42   | ギアボックス   | 21       |          |
| リタイア | 27 | ジャン・アレジ                   | フェラーリ              | 41   | スピン         | 5        |          |
| リタイア | 25 | マーティン・ブランドル           | リジェ-無限ホンダ       | 40   | スピン         | 8        |          |
| リタイア | 10 | 井上隆智穂                       | フットワーク-ハート     | 27   | ギアボックス   | 26       |          |
| リタイア | 3  | 片山右京                         | ティレル-ヤマハ         | 26   | スピン         | 15       |          |
| DSQ      | 17 | アンドレア・モンテルミーニ       | パシフィック-フォード   | 23   | 失格           | 25       |          |
| リタイア | 15 | エディ・アーバイン               | ジョーダン-プジョー     | 22   | スピン         | 9        |          |
| リタイア | 6  | デビッド・クルサード             | ウィリアムズ-ルノー     | 16   | ギアボックス   | 3        |          |
| リタイア | 22 | ロベルト・モレノ                 | フォルティ-フォード     | 9    | ブレーキ       | 24       |          |
| リタイア | 8  | ミカ・ハッキネン                 | マクラーレン-メルセデス | 8    | エンジン       | 6        |          |
| DNS      | 12 | ヨス・フェルスタッペン           | シムテック-フォード     | 0    | ギアボックス   | 23       |          |
| DNS      | 11 | ドメニコ・スキャッタレーラ       | シムテック-フォード     | 0    | ダメージ       | 20       |          |
| Source:  |    |                                  |                         |      |                |          |          |

- ^1 ヨス・フェルスタッペンはリタイアしたが、レースの結果は再スタートを行わなかったことでDNSとなった。

## 第5戦終了時点でのランキング
| 順位 | ドライバー             | ポイント |
| ---- | ---------------------- | -------- |
| 1    | ミハエル・シューマッハ | 34       |
| 2    | デイモン・ヒル         | 29       |
| 3    | ゲルハルト・ベルガー   | 17       |
| 4    | ジャン・アレジ         | 14       |
| 5    | ジョニー・ハーバート   | 12       |

| 順位 | コンストラクター        | ポイント |
| ---- | ----------------------- | -------- |
| 1    | ベネトン-ルノー         | 36       |
| 2    | ウィリアムズ-ルノー     | 32       |
| 3    | フェラーリ              | 31       |
| 4    | マクラーレン-メルセデス | 8        |
| 5    | ザウバー-フォード       | 4        |

- 注：ドライバー、コンストラクター共にトップ5のみ表示。

## 参照
1. 1 2 3 4 5 6 7 8 9 10 11 12 13 14 15 16 17 18  Henry, Alan (1995). “1995 Grands Prix: Monaco Grand Prix”. Autocourse 1995-96. Hazleton Publishing. pp. 128-129. ISBN 1-8745-5736-5
2. 1 2  Henry, Alan (1995). “1995 Grands Prix: Spanish Grand Prix”. Autocourse 1995-96. Hazleton Publishing. pp. 118-119. ISBN 1-8745-5736-5
3. ↑  ウィリアムズとベネトンの総ポイントはそれぞれのドライバーの合計と一致しないが、これは1995年ブラジルグランプリでの燃料違反に関する裁定のためである。
4. ↑  Henry, Alan (1995). “Formula 1 Review: McLaren”. Autocourse 1995-96. Hazleton Publishing. pp. 54-57. ISBN 1-8745-5736-5
5. ↑  Doodson, Mike (2007). “Swansong: From 1994”. Nigel Mansell: A Photographic Portrait. Haynes Publishing. p. 226. ISBN 1-84435-631-0
6. 1 2 3 4 5 6 7 8 9 10  Henry, Alan (1995). “1995 Grands Prix: Monaco Grand Prix”. Autocourse 1995-96. Hazleton Publishing. p. 121. ISBN 1-8745-5736-5
7. ↑  Constanduros, Bob (1995). “Formula 1 Review: Sauber”. Autocourse 1995-96. Hazleton Publishing. pp. 80-81. ISBN 1-8745-5736-5
8. 1 2 3  Domenjoz, Luc (1995). “The 17 Grand Prix - Grand Prix de Monaco”. Formula 1 Yearbook 1995. Chronosports Editeur. p. 112. ISBN 2-940125-06-6
9. ↑  Tremayne, David (1996). “The Lure of Racing”. Formula One: The Championship. Parragon. p. 66. ISBN 0-7525-1762-7
10. 1 2 3 4 5  Domenjoz, Luc (1995). “The 17 Grand Prix - Grand Prix de Monaco”. Formula 1 Yearbook 1995. Chronosports Editeur. p. 110. ISBN 2-940125-06-6
11. 1 2 3 4 5 6 7 8 9 10 11 12 13 14 15  Roebuck, Nigel (1995-06-01). “Monaco: F1 team by team”. Autosport 139 (9):  35, 37.
12. ↑  Benson, Andrew (ed.) (1995-06-01). “Pit & Paddock: Lack of cash could force Simtek to close”. Autosport 139 (9):  6.
13. 1 2  Piola, Giorgio (1995-06-01). “Monaco GP: Technical Focus”. Autosport 139 (9):  29.
14. 1 2 3 4 5  Roebuck, Nigel (1995-06-01). “Monaco GP: Schumacher streets ahead”. Autosport 139 (9):  27.
15. 1 2  Domenjoz, Luc (1995). “Sporting Regulations”. Formula 1 Yearbook 1995. Chronosports Editeur. pp. 216-217. ISBN 2-940125-06-6
16. 1 2 3 4  Roebuck, Nigel (1995-06-01). “Qualifying: News In Brief”. Autosport 139 (9):  33.
17. 1 2 3  Roebuck, Nigel (1995-06-01). “Qualifying: Sauber haunted by 1994”. Autosport 139 (9):  32.
18. ↑  Sohlberg, K. O.; Calmes, C.; Ledger, D. H. (1995年5月27日). “Stewards Decision No 2”. forix.com.  Federation Internationale de l'Automobile. 2010年9月23日閲覧。
19. ↑  Sohlberg, K. O.; Calmes, C.; Ledger, D. H. (1995年5月25日). “Stewards Decision No 1”. forix.com.  Federation Internationale de l'Automobile. 2010年9月24日閲覧。
20. 1 2  Benson, Andrew (ed.) (1995-06-01). “Pit & Paddock: Inoue rolls after crash with safety car”. Autosport 139 (9):  7.
21. ↑  “Jean Ragnotti's crash course car”. grandprix.com (Inside F1). (1995年5月29日) 2011年7月15日閲覧。
22. 1 2 3 4 5 6 7 8 9  Henry, Alan (1995). “1995 Grands Prix: Monaco Grand Prix”. Autocourse 1995-96. Hazleton Publishing. p. 123. ISBN 1-874557-36-5
23. 1 2  Roebuck, Nigel (1995-06-01). “Qualifying: Hill shows mettle to command pole”. Autosport 139 (9):  33.
24. ↑  Roebuck, Nigel (1995-06-01). “Qualifying: Breathtaking Ferraris thwarted once again”. Autosport 139 (9):  33.
25. ↑  Roebuck, Nigel (1995-06-01). “Monaco GP: Talking Point”. Autosport 139 (9):  27.
26. ↑  Roebuck, Nigel (1995-06-01). “Monaco GP: Schumacher streets ahead”. Autosport 139 (9):  25.
27. 1 2  Roebuck, Nigel (1995-06-01). “Monaco GP: Schumacher streets ahead”. Autosport 139 (9):  26.
28. ↑  Domenjoz, Luc (1995). “The 17 Grand Prix - Grand Prix de Monaco”. Formula 1 Yearbook 1995. Chronosports Editeur. p. 117. ISBN 2-940125-06-6
29. 1 2 3 4 5 6 7 8  Henry, Alan (1995). “1995 Grands Prix: Spanish Grand Prix”. Autocourse 1995-96. Hazleton Publishing. p. 127. ISBN 1-874557-36-5
30. ↑  FIA Formula 1 World Championship - 1995 Season Review (VHS). Duke Video. 11 December 1995. EAN-13 5 017559 034955. 2012年5月29日閲覧.
31. 1 2  Roebuck, Nigel (1995-06-01). “Monaco GP: Schumacher streets ahead”. Autosport 139 (9):  28.
32. ↑  Sohlberg, K. O. (1995年5月28日). “Stewards Decision No 4”. forix.com.  Federation Internationale de l'Automobile. 2012年7月6日閲覧。
33. ↑  Sohlberg, K. O. (1995年5月28日). “Stewards Decision No 5”. forix.com.  Federation Internationale de l'Automobile. 2012年7月6日閲覧。
34. ↑  Sohlberg, K. O. (1995年5月28日). “Stewards Decision No 6”. forix.com.  Federation Internationale de l'Automobile. 2012年7月6日閲覧。
35. ↑  Sohlberg, K. O. (1995年5月28日). “Stewards Decision No 7”. forix.com.  Federation Internationale de l'Automobile. 2012年7月6日閲覧。
36. ↑  Sohlberg, K. O. (1995年5月28日). “Stewards Decision No 8”. forix.com.  Federation Internationale de l'Automobile. 2012年7月6日閲覧。
37. ↑  Sohlberg, K. O. (1995年5月28日). “Stewards Decision No 9”. forix.com.  Federation Internationale de l'Automobile. 2012年7月6日閲覧。
38. ↑  Sohlberg, K. O. (1995年5月28日). “Stewards Decision No 10”. forix.com.  Federation Internationale de l'Automobile. 2012年7月6日閲覧。
39. ↑  “World Council decisions”. grandprix.com (Inside F1). (1995年7月3日).  オリジナルの2011年6月5日時点におけるアーカイブ。 2011年7月15日閲覧。
40. ↑  “1995 Monaco Grand Prix”. formula1.com.  Formula One Administration. 2010年8月19日閲覧。